# 光市母子殺害事件弁護団懲戒請求事件
光市母子殺害事件弁護団懲戒請求事件とは、橋下徹のテレビ番組における発言をきっかけに、光市母子殺害事件の弁護団に対する多数の懲戒請求、橋下徹およびテレビ局に対する弁護団員からの訴訟、橋下徹に対する懲戒処分などに発展した事件である。

## 概要
1999年4月14日に発生した光市母子殺害事件について、安田好弘率いる弁護団が「強姦目的ではなく、優しくしてもらいたいという甘えの気持ちで抱きついた」「（乳児を殺そうとしたのではなく）泣き止ますために首に蝶々結びしただけ」「乳児を押し入れに入れたのは（漫画の登場人物である）ドラえもんに助けてもらおうと思ったから」「死後に姦淫をしたのは小説『魔界転生』に復活の儀式と書いてあったから」と母子を殺害する意思がなかったと主張した。
タレントとしても活動していた橋下が、2007年5月27日に放送された読売テレビの番組『たかじんのそこまで言って委員会』において、「あの弁護団に対してもし許せないと思うなら、一斉に懲戒請求をかけてもらいたい」と弁護団に懲戒請求を行うよう視聴者に呼びかけ、他の出演者も弁護団を非難した。実際に懲戒請求がおこなわれた結果、その件で懲戒された弁護士は一人もいなかった。
なお、呼びかけた当事者である橋下本人は懲戒請求を行わなかった。

## 訴訟等

### 弁護団員4人から橋下に対する訴訟
これに対して対象の弁護士4人は業務を妨害されたとして、橋下に対して1200万円の損害賠償を求めて広島地方裁判所に提訴した（後に今枝仁が訴訟を取り下げ）。
2008年（平成20年）10月2日、広島地裁（橋本良成裁判長）は、名誉毀損と業務妨害を認めて、原告4名への合計800万円の賠償を命じる判決を出したが、橋下は控訴した。一方で橋下側は遅延損害金が増えることを回避するため和解金856万円を支払った。弁護団側は11月16日に附帯控訴し、一審で認められなかった差額400万円と弁護士費用を求めた。
2009年7月2日、広島高等裁判所（廣田聰裁判長）は一審で認めた名誉毀損を否定して業務妨害のみ認め、360万円に減額する判決を言い渡した。しかし、橋下敗訴に変わりなく、橋下は上告した。
2011年に最高裁判所第二小法廷（竹内行夫裁判長）は弁論を開き、7月15日に損害賠償を認めた一審・二審判決を破棄し、原告逆転敗訴が確定した。判決は、橋下の発言が配慮を欠いた軽率な行為だったこと及び弁護団が橋下の発言及びそれによる懲戒請求によって一定の負担を余儀なくされたことを認定したが、橋下の行為が懲戒請求自体ではなく呼びかけ行為であること、娯楽性の高いテレビ番組での発言であったことや、橋下の発言は弁護団が被害者に対する配慮が欠けることを懲戒事由にあたるとしているのではなく、被告人の否認の主張を維持することが被告人に不利益な弁護活動になるとして懲戒事由にあたると考えたものであること（橋下が懲戒請求に理由がないことを知りながらあえて呼びかけ行為をしたとの原審認定を覆している）、インターネット上に掲載された懲戒請求の書式を使用して容易に懲戒請求が出来たことが大きく寄与していること、弁護士会の懲戒請求の処理が一括で終わったこと、原告らの弁護士としての社会的立場等を考慮し、原告の受忍限度の範囲を越えないものとした。
なお、同判決は弁護団に対する懲戒請求そのものについての違法性は判断していない。

### 弁護団員19人から橋下及び読売テレビに対する訴訟
この裁判とは別に、2009年（平成21年）11月27日、光市母子殺害事件の弁護団のうち19人が、橋下と読売テレビに対して、総額約1億2,400万円の損害賠償と謝罪広告を求めて広島地裁に提訴した。原告弁護団は、「弁護団があたかも被告人の弁解を捏造し、意図的に遺族感情を傷付ける弁護活動を行っているかのように番組で放送された」と主張したが、2013年4月30日、広島地裁（梅本圭一郎裁判長）は「放送の発言の中に、人身攻撃に及ぶような表現は認められない」として、請求を棄却した。
原告らは一審判決を不服として控訴したが、2014年2月28日、広島高裁（小林正明裁判長）は控訴を棄却した。原告らは、さらに上告及び上告受理申立てをしたが、2015年3月26日、最高裁（大谷直人裁判長）は上告を棄却すると共に上告受理申立てを不受理とすることを決定した。これにより、原告ら（弁護団員）の請求を棄却した一審判決が確定した。

### 橋下への懲戒処分
橋下はこの事件をきっかけに「刑事弁護の社会的品位をおとしめた」とされたため、2010年（平成22年）9月17日、「弁護士としての品位を害する行為」を行ったとして、大阪弁護士会から業務停止2ヵ月の懲戒処分に処せられた。